# Tarot nouveau
Le Tarot nouveau (ou Tarot français nouveau, Tarot à jouer, Tarot bourgeois) est un jeu de cartes destiné au tarot. À l'instar d'autres jeux de cartes de tarot comme le tarot de Marseille (et au contraire de ceux d'A.E. Waite et de Pamela Colman-Smith), le Tarot nouveau a été initialement conçu pour le jeu, un usage distinct des utilisations en cartomancie, divination ou pratiques occultistes, pour lesquelles le tarot est souvent plus connu en dehors d'Europe continentale.

## Origine

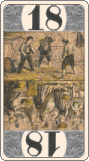
Une carte d'atout d'un Tarock allemand, avec des index au centre de la carte.

Le tarot est créé au début du XVe siècle dans le nord de l'Italie, avant de se diffuser dans les pays aux alentours : au XVIe siècle en France, au XVIIIe siècle dans le reste de l'Italie et en Allemagne. Au milieu du XVIIIe siècle, le tarot allemand utilise des enseignes françaises et des atours profanes.
Les motifs du Tarot nouveau trouveraient leur origine dans une série créée à la fin du XIXe siècle par C.L. Wüst, cartier à Francfort. Cette édition ne comporte pas les index en coin trouvés dans les versions ultérieures, mais les valeurs des atouts sont écrites en chiffres arabes et non en chiffres romains. Ces valeurs sont placées au centre des panneaux dans une écriture Fraktur, d'une façon similaire au Tarock allemand de Cego.
Au début du XXe siècle, les fabricants de cartes français comme Grimaud s'approprient ces motifs et ajoutent par la suite les index en coins, donnant naissance au format actuel des cartes.

## Cartes

### Généralités
Le jeu de tarot comprend 56 cartes ordinaires et 22 cartes d'atout, pour un total de 78 cartes. Les cartes ordinaires du Tarot nouveau utilisent les enseignes françaises (pique, cœur, carreau, trèfle) plutôt que les enseignes italiennes (épée, coupe, gland, feuille) généralement utilisées dans les jeux de Tarock et de Skat d'Allemagne de l'Est, d'Autriche et de Hongrie. Les points et les figures sont similaires au jeu de 52 cartes, avec l'addition de la figure du cavalier entre le Valet et la Dame.
Les atouts décrivent des scènes de genre d'activités sociales de la haute bourgeoisie européenne du XIXe siècle, d'où son nom alternatif de « Tarot bourgeois ». Ces scènes contrastent avec les triomfi des jeux de tarocco italiens, des triomphes du tarot dit « de Marseille » et les arcanes majeurs des jeux ésotériques, qui possèdent des illustrations allégoriques. Les 22 atouts sont composés de 21 cartes d'atouts numérotées de 1 à 21, et de l'excuse.
À partir d'une certaine époque[Laquelle ?] toutes les cartes utilisent des index en coin, au-lieu des index au centre en haut et/ou en bas des cartes des jeux de tarot plus anciens ; cette disposition permet aux cartes d'être tenues dans une seule main. Ils possèdent également des illustrations réversibles, tandis que les jeux de tarot traditionnels et divinatoires utilisent des illustrations occupant la totalité des cartes.
Le tableau ci-dessous résume l'ensemble des cartes :
|          | As | 2 | 3 | 4 | 5 | 6 | 7 | 8 | 9 | 10 | Valet | Cavalier | Dame | Roi |
| -------- | -- | - | - | - | - | - | - | - | - | -- | ----- | -------- | ---- | --- |
| Piques   |    |   |   |   |   |   |   |   |   |    |       |          |      |     |
| Cœurs    |    |   |   |   |   |   |   |   |   |    |       |          |      |     |
| Carreaux |    |   |   |   |   |   |   |   |   |    |       |          |      |     |
| Trèfles  |    |   |   |   |   |   |   |   |   |    |       |          |      |     |
|          |    |   |   |   |   |   |   |   |   |    |       |          |      |     |
| Atouts   |    |   |   |   |   |   |   |   |   |    |       |          |      |     |
|          |    |   |   |   |   |   |   |   |   |    |       |          |      |     |

## Format
Le format des cartes est plus long que celui des jeux de cartes au format bridge ou poker et les dimensions classiquement rencontrées sont 60 × 120 mm. Le nombre de cartes distribuées au tarot étant assez grand (18 cartes par joueur à 4, 15 à 5 et 24 à 3), il serait difficile de les garder en main avec un format ordinaire. Par ailleurs, ce format se rencontre dans la majeure partie des types de cartes de tarot (tarot de Marseille, etc.).

### Atouts
Les 21 atouts du Tarot nouveau comportent chacun deux scènes occupant la partie graphique de la carte. Elles sont placées tête-bêche, de façon que l'une apparaisse à l'endroit et l'autre à l'envers. À la différence des autres cartes, les atouts ne sont pas symétriques par rotation : sur chaque carte, l'une des scènes présente une représentation urbaine[réf. nécessaire] et une représentation rurale.
| Thème général              | Numéro | Thème de la carte | Représentation urbaine             | Représentation rurale                    | Illustration |
| -------------------------- | ------ | ----------------- | ---------------------------------- | ---------------------------------------- | ------------ |
| Les quatre âges            | 2      | Enfance           | Enfants jouant dans un parc        | Garçons jouant lors d'une fête           |              |
| Les quatre âges            | 3      | Jeunesse          | Groupe de Jeunes dans un parc      | Trois jeunes femmes en habits de ville   |              |
| Les quatre âges            | 4      | Maturité          | Au bureau                          | Femmes avec enfants                      |              |
| Les quatre âges            | 5      | Vieillesse        | Le Grand-père                      | La Grand-mère                            |              |
| Les quatre parties du jour | 6      | Matin             | Petit-déjeuner                     | Fauchage du blé                          |              |
| Les quatre parties du jour | 7      | Après-midi        | Discussion au salon                | Repos dans le champ                      |              |
| Les quatre parties du jour | 8      | Soir              | Salle de musique                   | La famille réunie sur le pas de la porte |              |
| Les quatre parties du jour | 9      | Nuit              | Retour à la maison après la chasse | La ronde de nuit                         |              |
| Les quatre éléments        | 10     | Terre             | La mine                            |                                          |              |
| Les quatre éléments        | 10     | Air               |                                    | Berger dans les montagnes                |              |
| Les quatre éléments        | 11     | Eau               | Canotage sur le lac                |                                          |              |
| Les quatre éléments        | 11     | Feu               |                                    | Pique-nique                              |              |
| Les quatre loisirs         | 12     | Danse             | Soirée                             | Danse populaire                          |              |
| Les quatre loisirs         | 13     | Achats            | Le magasin                         | Le magasin de village                    |              |
| Les quatre loisirs         | 14     | Grand air         | Chasse                             | Pêche                                    |              |
| Les quatre loisirs         | 15     | Arts visuels      | Photographie                       | Peinture                                 |              |
| Les quatre saisons         | 16     | Printemps         | Jardinier dans le parc             | Tonte des moutons                        |              |
| Les quatre saisons         | 17     | Été               | Aux courses                        | Séchage du blé                           |              |
| Les quatre saisons         | 18     | Automne           | Au marché                          | Battage du blé                           |              |
| Les quatre saisons         | 19     | Hiver             | Patinage                           | Veillée                                  |              |
| Le jeu                     | 20     | Le jeu            | Cartes                             | Pétanque                                 |              |
| Folie                      | 21     | Collective        | Carnaval                           | Parade militaire                         |              |
| Folie                      | 1      | Individuelle      | Le clown triste                    | Le bouffon et la ballerine               |              |